# Зграда Аустроугарске банке
Зграда Аустроугарске банке у Зрењанину, припада Старом градском језгру, као Просторно културно-историјске целине од великог значаја. Од 1920. године у згради се налазила филијала Народне банке Kраљевине Југославије.
Слободностојећа једноспратна зграда филијале Аустроугарске банке подигнута је 1900. године у неоренесансном стилу према плановима архитекте из Братиславе, Јожефа Хуберта. Ово је прва грађевина у Великом Бечкереку која је наменски зидана за потребе једне банке. Зграда је повучена од регулационе линије улице, а испред ње је зелена површина. Некад је била ограђена декоративном оградом од кованог гвожђа која је уклоњена шездесетих година прошлог века. Године 2018. подигнута је нова ограда која је изведена по узору на оригиналну. Фасада је обогаћена малтерском и гипсаном орнаментиком ренесансно-барокне стилизације. Ентеријер је, такође, раскошно опремљен: мермерно степениште са декоративном оградом од кованог гвожђа, подови изведени у терацо техници, штуко декорација на зидовима, ступци обложени мермером, украсна браварија и столарија итд. Изнад централног хола је светларник.